# 러시아 사회민주노동당
러시아 사회민주노동당(--- 社會勞動民主黨, Российская социал-демократическая рабочая партия, 1898년 ~ 1917년)은 러시아에서 최초로 마르크스주의를 선택한 혁명당이자 사회주의 정당이었다. 1898년 3월 14일 민스크에서 개최된 노동자계급해방투쟁동맹 전러시아 대회에서 기초가 마련되고, 1903년의 브뤼셀, 런던의 사회민주노동당 제2회 대회에서 확립되었다. 사회혁명당과 더불어 노동운동을 지도하였는데, 사회혁명당이 나로드니키의 후계자임에 대해 마르크스주의 정당으로서 계급투쟁에 의하여 사회주의 혁명을 하려 했다. 제2회 대회에서 블라디미르 레닌에 의해 기초된 강령이 채택되고, 당의 규약, 중앙위원회, 중앙기관지 《이스크라》 및 평의회가 성립되었는데 동시에 당은 레닌이 인솔하는 볼셰비키와 마르토프 등의 멘셰비키로 분열하였고, 런던에서의 제3회 당대회에는 멘셰비키가 참가하지 않았다. 1906년의 스톡홀름 대회에서 양파의 결합이 시도되었으나, 멘셰비키는 카데트와의 제휴를 주창하고 대립, 1907년 제5회 당대회에서 결정적으로 분열했다.
1912년 멘셰비키 세력들은 대거 이탈하여 러시아 사회민주노동당 (멘셰비키)를 창당하면서, 볼셰비키 혁명 이후 남은 볼셰비키 세력들은 1917년부터 당명을 러시아 공산당 볼셰비키로 변경하였다.
이후 남은 멘셰비키 세력들이 창당한 러시아 사회민주노동당은 백색내전 당시 백군에 가담하여 불법조직으로 지정되었다.

## 같이 보기
- 러시아의 정당
- 러시아 사회민주노동당 (멘셰비키)

## 참고 자료
- 이 문서에는 다음커뮤니케이션(현 카카오)에서 GFDL 또는 CC-SA 라이선스로 배포한 글로벌 세계대백과사전의 내용을 기초로 작성된 글이 포함되어 있습니다.